# Grupa torująca
Grupa torująca – doraźnie zorganizowana grupa żołnierzy przeznaczona do wykonywania przejść w zaporach na kierunku natarcia pododdziału lub część oddziału lub pododdziału szturmowego (grupy szturmowej).

## Charakterystyka
Grupa torująca wykonuje następujące zadania:
- rozpoznawanie i wykonywanie przejść w polach minowych i zawałach;
- rozpoznawanie i urządzanie dogodnych miejsc do pokonania z marszu wąskich i średnich przeszkód wodnych, w tym  określanie nośności mostów i przepustów oraz określenie możliwości pokonania trudnych odcinków terenowych.

W czasie natarcia grupa torująca  przesuwa się w ugrupowaniu pododdziału pierwszego rzutu. W przypadku napotkania pola minowego wysuwa się do przodu i za pomocą ładunku wydłużonego wykonuje ścieżkę, która umożliwia przekroczenie pola minowego pieszo w kolumnie pojedynczej. Przejście w zaporze wykonane przez grupę torującą poszerza się wykorzystując ładunki wydłużone lub trały czołgowe (i inne). W okresie wykonywania przejścia grupa torująca powinna być osłaniana ogniem pododdziałów ogólnowojskowych.
W czasie działania na przeszkodzie wodnej grupa torująca rozpoznaje i oznakowuje najbardziej dogodne kierunki podejścia do niej, zjazdy, stopień nachylenia brzegu do głębokości około 1 m. W następnej kolejności, wykorzystując łódź (ponton), rozpoznaje przeszkodę wodną w pasie 20–25 m w kierunku przeciwległego brzegu, mierzy głębokość wody, bada rodzaj dna oraz jego stan, a także warunki lądowania na przeciwległym brzegu. Wyjazd z wody na przeciwległym brzegu oraz mielizny oznacza dobrze widocznymi znakami.